# Marcin Biem
Marcin Biem młodszy, znany także jako Marcin z Olkusza Młodszy (ur. ok. 1470 w Olkuszu, zm. 9 listopada 1540 w Krakowie) – polski astrolog, astronom i teolog.

## Życiorys
Pochodził z Olkusza, syn zamożnego mieszczanina Marcina. Od półrocza 1486/1487 student Akademii Krakowskiej, który w grudniu 1488 uzyskał bakalaureat a w pierwszych miesiącach 1491 zdobył magisterium. W latach 1491–1494 objaśniał pisma Arystotelesa i wykładał przedmioty matematyczne. Od 1496 – po wejściu do Kolegium Mniejszego - wykładał też astrologię. 6 marca 1500 stał się członkiem Collegium Maius, a od półrocza 1506/1507 prowadził wykłady na wydziale artium (dziekanem tego wydziału był w semestrze zimowym 1500/1501). W latach 1507–1513 przebywał w rodzinnym Olkuszu. Wkrótce potem podjął studia teologiczne, doktorat z teologii zdobył 22 stycznia 1517. W 1529 został proboszczem w kościele w Przegini.
Uczeń Marcina Króla z Żurawicy. Autor projektu reformy kalendarza juliańskiego. Od 22 listopada 1513 wykładał na Akademii Krakowskiej, gdzie zajęcia prowadził niemal do końca życia (przez 26 lat). Wielokrotnie piastował stanowisko dziekana wydziału teologicznego i rektora wszechnicy krakowskiej. W uznaniu zasług, 2 listopada 1538, otrzymał godność podkanclerza Akademii Krakowskiej.
Jego ojciec, Marcin, był rajcą miejskim, matka pochodziła z rodziny Byliców, z której wywodził się głośny astrolog i profesor Akademii Krakowskiej Marcin Bylica.

## Twórczość naukowa

### Traktaty
- Nova calendarii romani reformatio (1514-1516), Kraków 1918, wyd. L. A. Birkenmajer, (traktat o reformie kalendarza juliańskiego przygotowywany na Sobór laterański V - praca nie wykończona)[1]

### Materiały
- Materiały do dziejów działalności uniwersyteckiej (Conclusiones Universitatis Cracoviensis ab anno 1441 ad annum 1589, wyd. H. Barycz, Kraków 1933
- Glosy marginalne Biema przy dziele: Piotr Lombard Liber sententiarum (rękopisy Biblioteki Jagiellońskiej nr 1514-1515)
- 2 tomy efemeryd astronomicznych z lat: 1499-1531 i 1534-1551 (Biblioteka Jagiellońska, Ink. 2697 i Cim. 5521)
- Quadripartitum Ptolemeusza, wyd. 1493 (Biblioteka Jagiellońska, Ink. 1846)

## Literatura dodatkowa
- Aleksander Birkenmajer: Biem Marcin. W: Polski Słownik Biograficzny. T. 2: Beyzym Jan – Brownsford Marja. Kraków: Polska Akademia Umiejętności – Skład Główny w Księgarniach Gebethnera i Wolffa, 1936, s. 68–69. Reprint: Zakład Narodowy im. Ossolińskich, Kraków 1989, ISBN 83-04-03291-0